# 宇野沢達也
宇野沢 達也（うのざわ たつや、1964年〈昭和39年〉1月17日 - ）は、日本の気象予報士。千葉県旭市出身。千葉県立匝瑳高等学校理数科（現在の総合学科）、弘前大学理学部地球科学科卒業。ウェザーニューズ所属。

## 略歴
弘前大学時代は地震学を専攻していた。元々地球科学科を選んだのも「自然災害を減らしたい」という思いからだった。1987年に弘前大学を卒業後、1989年に千葉県旭市の職員となり、市の防災行政に携わる。
1993年1月にウェザーニューズに入社。同社で気象予報業務等に関わるほか、同社のウェザーニュースLiVEにも出演し、気象関連の解説業務を担当している。また同社の「減災プロジェクトリーダー」として、内閣官房などと連携し災害発生時の被害減少を目指す取り組みを行っている。2016年からは、総務省「宇宙×ICTに関する懇談会」の委員も務めている。
NHKの連続テレビ小説『おかえりモネ』において国家資格の「気象予報士」が茶の間の話題になった際に、舞台となった現場から、気象予報士の資格や業務内容などについて解説したことがある。

## 人物
鹿島アントラーズの熱烈なファン。ウェザーニュースLiVE出演時も、鹿島関連の話題になると非常に話が長くなることが多く、視聴者からもその点をいじられることが多い。また自動車レースのフォーミュラ1（F1）にも造詣が深く、同じくF1好きの大島璃音キャスターと一緒に出演する際には、F1関連の話題で盛り上がる様子が見られる。また松雪彩花キャスターとの掛け合いは、番組名物の一つとなっている。暑がりのため一年の大半は半袖シャツで過ごしており、同じく暑がりの戸北美月キャスターと話が弾む事もある。一方で暑い季節でもネクタイは欠かさない。
2009年より当時のSOLiVE24（現ウェザーニュースLiVE）に登場。当初は当時所属の防災気象チーム職員として自治体担当業務や災害発生時の解説を単発で担当していたが、2010年より予報センターへ異動し、同年4月6日放送の「SOLiVEサンシャイン」にて、たまたま誰も手空きの予報士がいなかった為に急遽解説を担当し、以後も引き続き出演するようになる。その後は自らもキャスターとして番組を担当するなど出演機会が増えると共に、気さくな人柄やアントラーズファンであること等が知られるようになり、高度ながら分かりやすい解説も相まって人気を博しており、2023年7月8日に開催されたファンミーティングではキャスターを凌ぐ声援を受けた。
2011年3月11日の東北地方太平洋沖地震（東日本大震災）発生時には、ちょうど番組に出演している最中に本震（14時46分）が起こり、以後山口剛央と共に約30時間に渡り番組出演を続けた。このことに加え、元々大学で地震学専攻だったこともあり、以後も東日本大震災関連の特番では宇野沢が解説を担当することが多い。